# Phlogophora pallens
Phlogophora pallens är en fjärilsart som beskrevs av Charles Oberthür 1870. Phlogophora pallens ingår i släktet Phlogophora och familjen nattflyn. Inga underarter finns listade i Catalogue of Life.